# Lentillac-du-Causse
Lentillac-du-Causse è un comune francese di 111 abitanti situato nel dipartimento del Lot nella regione dell'Occitania.

## Società

### Evoluzione demografica
Abitanti censiti